# Dioklecijanovo preganjanje
Dioklecijanovo preganjanje je bila zadnja in najhujša faza preganjanja kristjanov v Rimskem imperiju. Potekalo je pod cesarjem Dioklecijanom.
V začetku Dioklecijanovega vladanja je bil po krščanskih virih glavni zagovornik preganjanja kristjanov Galerij, Dioklecijanov poganski socesar in oster nasprotnik krščanstva. Vendar pa se je Dioklecijan lotil politike preganjanja s skrajno gorečnostjo. V letih 299–300 so za neuspeh žrtvovanja za pridobitev ugodnih znamenj okrivili kristjane, Dioklecijan pa je ukazal, da morajo v žrtvovanjih sodelovati vsi krščanski državni uradniki, sicer izgubijo svoj položaj. Nekaj časa pozneje naj bi k preganjanju pozvalo tudi Apolonovo preročišče v Didimi.
24. februarja 303 je bil izdan prvi Dioklecijanov »Edikt proti kristjanom«. Vseboval je ukaz o uničenju krščanskih spisov in krajev molitve po vsem cesarstvu, kristjanom pa prepovedal zbiranje. Tisti, ki niso hoteli predati svojih svetih spisov, so se s tem izpostavili aretaciji in usmrtitvi. Pozneje tega leta, po požaru v Nikomediji in nemirih v Siriji in Armeniji, je Dioklecijan izdal še dva edikta; s prvim je ukazal mučenje in smrt vseh kristjanov v Nikomediji kot kazni za požig, z drugim pa je ukazal, da je treba zapreti in z mučenjem pripraviti do žrtvovanja škofe in cerkvene učitelje po vsem cesarstvu. Leta 304 je postalo preganjanje splošno: žrtvovanje bogovom je bilo z grožnjo mučenja zaukazano ne le krščanskim voditeljem, temveč vsem kristjanom.
Zaradi strukture oblasti rimske tetrarhije preganjanje ni potekalo po vsem imperiju. V zahodnem delu cesarstva sta izvajala preganjanje Dioklecijan in Galerij, v Italiji pa Maksimian. Konstancij Klor, ki je vodil Britanijo in Galijo, pa je nadaljeval toleranco.
V preganjanju naj bi umrlo med 3000–3500 kristjanov, mnoge druge pa so mučili ali zaprli. Preganjanje je naredilo na kristjane tak vtis, da je aleksandrijska cerkev začetek Dioklecijanovega vladanja (284) poimenovala kot epoho Dobe mučencev. Med mučenci so bili tudi papež Marcelin, Filomena, Sebastjan, Afra, Lucija, Erazem Formijski, Florijan, Jurij, Sveti Dujam Arhivirano 2007-10-16 na Wayback Machine. (škof Soluna) in drugi, kot zadnji Peter iz Aleksandrije (311).
Zaradi preganjanja je na goro Titano pobegnil Marino in ustanovil Republiko San Marino.

## Ukrepi
Od februarja 303 do februarja 304 je Dioklecijan razglasil štiri edikte:
Prvi edikt z dne 24. februarja 303 : 
- kristjani izgubijo državljanske pravice, da se porušijo cerkve in druge zgradbe, kjer se srečujejo ter dal požgati verska besedila.

Drugi edikt, spomladi 303 : 
- Aretacija škofov in krščanskih duhovnikov: prisiliti jih je treba, da darujejo v skladu z rimsko mitologijo.

Tretji edikt, jeseni 303 :
- Vse zaprte škofe in krščanske duhovnike, ki darujejo v skladu z rimsko mitologijo, pomilostiti in izpustiti. V nasprotnem primeru, če se kristjani nočejo ukloniti, pa  jih je treba mučiti.

Četrti edikt, začetek 304 :
- Razširitev odredb drugega in tretjega edikta na vse kristjane.

## Zapuščina
Dioklecijanovo preganjanje po vsem cesarstvu je bilo eno od najbolj krvavih in brezobzirnih preganjanj v vsej zgodovini Rimskega imperija. Njegov vpliv na krščansko skupnost je bil tolikšen, da ga je aleksandrijska cerkev poimenovala Doba mučencev.
To je bilo tudi eno zadnjih preganjanj po vsem cesarstvu, saj je bil Dioklecijan zadnji poganski cesar, ki je vladal združenemu cesarstvu. Nasledil ga je Julijan Odpadnik.